# رز مک‌گوآن
رز آریانا مک‌گوآن (به انگلیسی: Rose Arianna McGowan) (زاده ۵ سپتامبر ۱۹۷۳) بازیگر آمریکایی است که بیشتر برای بازی در نقش پیگی متیوس در سریال درام شیفته در شبکه تلویزیونی برادران وارنر شناخته شده‌است. او در سریال کوتاه شبکه سی‌بی‌اس، الویس، در کنار جاناتان ریس میرز و الویس پریسلی نقش آن-مارگرت را ایفا نمود. در سال ۲۰۰۸ نیز برنامه‌ریز میهمان و میزبان مشترک برنامه فیلم‌های سریالی تی‌سی‌ام با نام جوهریات بود.

## ماجرای آزار جنسی مک‌گوآن
رز مک‌گوآن با انتشار موجی از توئیت‌ها در صفحه شخصی خود دربارهٔ اینکه چرا زنان تعرض‌های جنسی را گزارش نمی‌کنند، از ماجرای تجاوز یک تهیه‌کننده هالیوودی به خود خبر داد. او نام این تهیه‌کننده را فاش نکرده‌است اما نوشته: «این ماجرا، رازی بود که همه در هالیوود از آن باخبر بودند. آن‌ها مرا نکوهش می‌کردند و عمل متجاوز را می‌ستودند.» مک‌گوآن در این توئیت‌ها همچنین مدعی شده همسر سابقش حقوق توزیع فیلم مشترکشان را به همان تهیه‌کننده فروخته‌است. گفتنی ست که اسم این تهیه‌کننده متجاوز هاروی واینستاین است که اخیراً فاش شده. در پی این افشاگری چند تن دیگر از بازیگران از جمله آنجلینا جولی او را متهم به تجاوز و آزار و اذیت کردند. در پی این رسوایی همسر وی نیز اعلام نموده که از هاروی جدا خواهد شد.

## حاشیه‌ها
او پس از حمله هوایی ۲۰۲۰ به فرودگاه بین‌المللی بغداد و کشته شدن قاسم سلیمانی در توئیتی نوشت: «ایران عزیز، ایالات متحده آمریکا به کشور شما، پرچم شما و به مردم شما بی‌احترامی کرده‌است. ۵۲٪ از ما فروتنانه عذرخواهی می‌کنیم. ما خواهان صلح با ملت شما هستیم. ما توسط یک رژیم تروریستی گروگان گرفته شده‌ایم. ما نمی‌دانیم چگونه رها شویم. لطفاً ما را نکشید.»

## آثار
- جیغ (۱۹۹۶)
- کوکب سیاه (۲۰۰۶)
- ماشته (۲۰۱۰)
- قانون و نظم: واحد قربانیان ویژه
- روزی روزگاری (مجموعه تلویزیونی) (۲۰۱۱)
- رستگاری نابودگر (بازی رایانه‌ای)
- افسون‌شده
- گرایندهاوس
- پنجاه مُردهٔ متحرک
- مانکیبون
- انسینو من
- مرده بیدار